# Lenny B. Robinson
Leonard B. Robinson (28 de septiembre de 1963 – 16 de agosto de 2015) fue un estadounidense que se hizo conocido por disfrazarse de superhéroe, que fue conocido como El Batman de Baltimore (Baltimore Batman en inglés) por vestirse cómo Batman y visitar a los niños que estaban internados en los hospitales del área de Baltimore Maryland. Obtuvo fama en 2012 cuándo un vídeo de él siendo detenido por un problema por un problema con una matrícula de un auto se hizo viral en internet. El 16 de agosto de 2015 murió a causa de un accidente en la ruta Interestatal 70 cuándo su vehículo aparcado fue estrellado por otro automovilista. Muchas figuras importantes mostraron su apoyo a las aventuras filantrópicas de Lenny como las Caped Cruzade, el ganador del SuperBowl Ray Lewis, el músico John Mayer, y la página oficial en Facebook de Batman. Lenny era un ávido seguidor de los Baltimore Ravens. Se hizo amigo de algunos de los jugadores y miembros del personal de los Ravens. 

## Muerte
El 16 de agosto de 2015, Robinson regresaba de un festival de fin de semana en Charlestón Del sur, Virginia Occidental, y fue chocado por un Toyota Camry que se acercaba a Big Pool, Maryland. Estaba arreglando el motor de su auto en la ruta Interestatal 70 cuando fue chocado.
Miles de personas asistieron al funeral de Robinson en la Har Sinai Congregation en Owings Mills, Maryland, el 19 de agosto de 2015. En el sitio de entierro, una cubierta negra con la insignia de Batman fue colocada encima del ataúd.